# Abell 33
Abell 33 (auch Diamantringnebel genannt) ist ein planetarischer Nebel im Sternbild Wasserschlange, dessen Entdeckung George Ogden Abell im Jahr 1955 publizierte und zusammen mit der Bestimmung einiger Eigenschaften im Jahr 1966 katalogisierte.